# Phacidiella asperulina
Phacidiella asperulina är en svampart som först beskrevs av Bubák, och fick sitt nu gällande namn av B. Sutton 1980. Phacidiella asperulina ingår i släktet Phacidiella, ordningen disksvampar, klassen Leotiomycetes, divisionen sporsäcksvampar och riket svampar.   Inga underarter finns listade i Catalogue of Life.